# Попов, Александр Александрович (партийный деятель)
Александр Александрович Попов — советский государственный и политический деятель, 2-й секретарь Коми областного комитета КПСС. 

## Биография
Родился в 1916 году в Санкт-Петербурге. Член ВКП(б) с 1943 года.
С 1939 года - на общественной и политической работе. В 1939-1981 гг. — в НКВД Хабаровского, Алтайского краёв, Азербайджанской ССР, заместитель начальника, начальник Политического отдела в Коми АССР, 1-й секретарь Воркутинского городского комитета КПСС, председатель Комитета партийно-государственного контроля Коми областного комитета КПСС и СМ Коми АССР, секретарь, 2-й секретарь Коми областного комитета КПСС, заместитель председателя Комитета народного контроля Коми АССР.
Избирался депутатом Верховного Совета СССР 6-го созыва, Верховного Совета РСФСР 7-го, 8-го, 9-го созывов.
Умер в 1996 году в Сыктывкаре.